# Dolmen de Sennevault
Le dolmen de Sennevault est  un dolmen situé à Ciron, en France.

## Localisation
Le dolmen est situé sur le territoire de la commune de Ciron dans le département de l'Indre, en région Centre-Val de Loire.

## Description
Le dolmen a été édifié sur une colline dominant tout le paysage environnant. C'est un dolmen simple. Il comporte une unique table de couverture de forme ovale mesurant 2,80 m de long sur 2,45 m de large qui repose sur trois orthostates. Toutes les dalles sont en grès ferrugineux.
Les pierres visibles autour du dolmen correspondent à un affleurement naturel.

## Historique
Le dolmen fut découvert par l'abbé François Voisin, curé de Douadic. Il est classé au titre des monuments historique par la liste de 1889. Le classement mentionne un dolmen et un cromlech, dénomination reprise à tort sur les cartes topologiques car le cercle de pierres qui entoure le dolmen est d'origine naturelle.

### Liens
- Ressource relative à l'architecture :   - Mérimée